# B-130
B-130 – radziecki okręt podwodny dalekiego zasięgu z napędem diesel-elektrycznym, projektu 641 (NATO: Foxtrot). 1 października 1962 roku B-130 wraz z B-4, B-36 oraz B-59 tego samego typu, wypłynął z bazy na półwyspie Kolskim udając się w rejon Karaibów w misji wsparcia dostawy broni na Kubę w ramach radzieckiej operacji Anadyr. Oprócz konwencjonalnych torped, każdy z tych okrętów wyposażony był w jedną torpedę z głowicą jądrową o mocy 11 kT. W trakcie wywołanego radziecką operacją kryzysu kubańskiego, wszystkie radzieckie okręty zostały wykryte przez amerykańskie siły przeciwpodwodne i zmuszone do wynurzenia za pomocą niewielkich ładunków wybuchowych używanych jako granaty dźwiękowe.